# Championnat d'Allemagne de softball féminin
Le championnat d'Allemagne de softball féminin regroupe les meilleures équipes allemandes de ce sport.

## Palmarès
- (1981: Munich Tigers)
- 1982: Munich Tigers
- 1983: Munich Tigers
- 1984: Bielefeld Peanuts
- 1985: Bielefeld Peanuts
- 1986: Bielefeld Peanuts
- 1987: Bielefeld Peanuts
- 1988: Bielefeld Peanuts
- 1989: Bielefeld Peanuts
- 1990: Bielefeld Peanuts
- 1991: Bielefeld Peanuts
- 1992: Bielefeld Peanuts
- 1993: Bielefeld Peanuts
- 1994: Bielefeld Peanuts
- 1995: Hamburg Knights
- 1996: Mannheim Tornados
- 1997: Mannheim Tornados
- 1998: Mannheim Tornados
- 1999: Mannheim Tornados
- 2000: Mannheim Tornados
- 2001: Brauweiler Raging Abbots
- 2002: Brauweiler Raging Abbots
- 2003: Mannheim Tornados
- 2004: Freising Grizzlies

- 2005: Hamburg Knights
- 2006: Mannheim Tornados
- 2007: Mannheim Tornados